# Partito Popolare Unito Samoano
Il Partito Popolare Unito Samoano (in inglese Samoan United People's Party) è stato un partito politico samoano, attivo dal 2001 al 2020. Ha partecipato alle elezioni del 2001, vincendo il 2,5% dei voti popolari e 1 seggio su 49 al parlamento. Non ha partecipato alle elezioni successive.
Il partito è stato deregistrato nel febbraio 2020 dopo il mancato pagamento della quota di iscrizione.

## Risultati elettorali
| Elezione          | Voti  | Seggi  |
| ----------------- | ----- | ------ |
| Parlamentari 2001 | 1.898 | 1 / 49 |